# 舌
舌（舌頭）是口腔底的肌肉，帮助咀嚼、吞咽、構音和感受味觉。舌能辨别酸、甜、苦、鹹、鮮味，舌表面的大部分粘膜上皮中含味蕾。

## 疾病
- 溝狀舌：舌背上可见深浅、长短不一的裂纹称为沟纹或裂纹舌，又有人稱為阴囊舌。
- 舌癌：初期可見黏膜小硬結，多發生於舌緣或舌尖、舌背，逐漸形成明顯腫塊[2]。嚴重時會造成說話、張口、吞嚥困難。舌癌的發生與嚼檳榔、抽煙、喝酒有密切的關係。

## 語言
因为舌是帮助发声的器官之一，在一些语言中，比如在法語、葡萄牙语、保加利亚语、俄语、波斯语、西班牙语、波兰语、亚美尼亚语、芬兰语、爱尔兰语、拉丁语和土耳其语中，舌这个词也有语言的意思。事實上英語的「language」一字，也是源自拉丁語「lingua」（舌）。
中國古代多用「三寸舌」、「三寸之舌」、「三寸不爛之舌」來形容有極佳口才的人。《史记·平原君虞卿列传》載：“毛先生以三寸不烂之舌，强于百万之师。” 李寿卿《伍员吹箫》第一折：“老儿放心，凭着我三寸不烂之舌，见了伍员，不怕他不来。”
粤语“舌”与“蚀”（亏蚀意）音近，分別读sit3和sit6（但“蚀”作亏蚀意读sik6），为避忌不详之意改读脷（lei6）；在粤语中，人体器官不少都有月字部，脷字也不例外，其他例子如肝、脾、肺等。

## 長度
人類的舌頭從口咽到尖端的平均長度為10厘米。

## 外部連結
- 解剖學(Anatomy)-head and neck(頭頸部)-舌乳頭(lingual papillae) （页面存档备份，存于）
- [Kerrod, Robin (1997). MacMillan's Encyclopedia of Science. 6. Macmillan Publishing Company, Inc.. ISBN 0-02-864558-8.]